# Skate America 2019
Navigation
Édition précédente Édition suivante
Le Skate America est une compétition internationale de patinage artistique qui se déroule aux États-Unis au cours de l'automne. Il accueille des patineurs amateurs de niveau senior dans quatre catégories: simple messieurs, simple dames, couple artistique et danse sur glace.
Le trente-huitième Skate America est organisé du 18 au 20 octobre 2019 à l'Orleans Arena de Las Vegas dans le Nevada. Il est la première compétition du Grand Prix ISU senior de la saison 2019/2020.

## Résultats

### Messieurs
| Rang | Nom               | Pays         | Points | Programme court | Programme court | Programme libre | Programme libre |
| ---- | ----------------- | ------------ | ------ | --------------- | --------------- | --------------- | --------------- |
| 1    | Nathan Chen       | États-Unis   | 299.09 | 1               | 102.71          | 1               | 196.38          |
| 2    | Jason Brown       | États-Unis   | 255.09 | 4               | 83.45           | 2               | 171.64          |
| 3    | Dmitri Aliev      | Russie       | 253.55 | 2               | 96.57           | 3               | 156.98          |
| 4    | Keegan Messing    | Canada       | 239.34 | 3               | 96.34           | 8               | 143.00          |
| 5    | Kazuki Tomono     | Japon        | 229.72 | 8               | 75.01           | 4               | 154.71          |
| 6    | Jin Boyang        | Chine        | 224.98 | 9               | 74.56           | 5               | 150.42          |
| 7    | Alexei Bychenko   | Israël       | 219.70 | 6               | 79.76           | 10              | 139.94          |
| 8    | Cha Jun-hwan      | Corée du Sud | 219.67 | 7               | 78.98           | 9               | 140.69          |
| 9    | Alexei Krasnozhon | États-Unis   | 216.59 | 10              | 72.30           | 6               | 144.29          |
| 10   | Koshiro Shimada   | Japon        | 216.03 | 11              | 72.12           | 7               | 143.91          |
| 11   | Michal Březina    | Tchéquie     | 213.17 | 5               | 81.11           | 11              | 132.06          |
| 12   | Roman Savosin     | Russie       | 182.16 | 12              | 57.92           | 12              | 124.24          |

### Dames

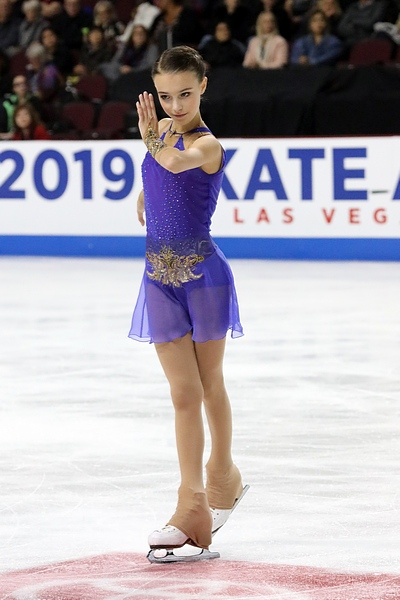
Anna Chtcherbakova lors de son programme libre du Skate America 2019.

| Rang | Nom                      | Pays         | Points | Programme court | Programme court | Programme libre | Programme libre |
| ---- | ------------------------ | ------------ | ------ | --------------- | --------------- | --------------- | --------------- |
| 1    | Anna Chtcherbakova       | Russie       | 227.76 | 4               | 67.60           | 1               | 160.16          |
| 2    | Bradie Tennell           | États-Unis   | 216.14 | 1               | 75.10           | 2               | 141.04          |
| 3    | Elizaveta Tuktamysheva   | Russie       | 205.97 | 5               | 67.28           | 3               | 138.69          |
| 4    | Kaori Sakamoto           | Japon        | 202.47 | 2               | 73.25           | 4               | 129.22          |
| 5    | Lim Eun-soo              | Corée du Sud | 184.50 | 8               | 63.96           | 5               | 120.54          |
| 6    | Wakaba Higuchi           | Japon        | 181.32 | 3               | 71.76           | 6               | 109.56          |
| 7    | Amber Glenn              | États-Unis   | 169.63 | 7               | 64.71           | 9               | 104.92          |
| 8    | Karen Chen               | États-Unis   | 165.67 | 6               | 66.03           | 10              | 99.64           |
| 9    | Yi Christy Leung         | Hong Kong    | 163.68 | 10              | 54.25           | 7               | 109.43          |
| 10   | Véronik Mallet           | Canada       | 161.75 | 9               | 56.69           | 8               | 105.06          |
| 11   | Stanislava Konstantinova | Russie       | 143.39 | 11              | 48.27           | 12              | 95.12           |
| 12   | Mako Yamashita           | Japon        | 142.40 | 12              | 46.21           | 11              | 96.19           |

### Couples
| Rang | Nom                                        | Pays        | Points | Programme court | Programme court | Programme libre | Programme libre |
| ---- | ------------------------------------------ | ----------- | ------ | --------------- | --------------- | --------------- | --------------- |
| 1    | Peng Cheng / Jin Yang                      | Chine       | 200.89 | 1               | 72.73           | 1               | 128.16          |
| 2    | Daria Pavliuchenko / Denis Khodykin        | Russie      | 196.98 | 2               | 71.25           | 3               | 125.73          |
| 3    | Haven Denney / Brandon Frazier             | États-Unis  | 192.70 | 4               | 65.18           | 2               | 127.52          |
| 4    | Jessica Calalang / Brian Johnson           | États-Unis  | 180.52 | 5               | 61.27           | 4               | 119.25          |
| 5    | Ashley Cain-Gribble / Timothy LeDuc        | États-Unis  | 177.54 | 3               | 68.20           | 5               | 109.34          |
| 6    | Camille Ruest / Andrew Wolfe               | Canada      | 155.16 | 7               | 54.63           | 6               | 100.53          |
| 7    | Ekaterina Alexandrovskaïa / Harley Windsor | Australie   | 152.94 | 6               | 55.06           | 7               | 97.88           |
| 8    | Zoe Jones / Christopher Boyadji            | Royaume-Uni | 138.79 | 8               | 47.92           | 8               | 90.87           |

### Danse sur glace

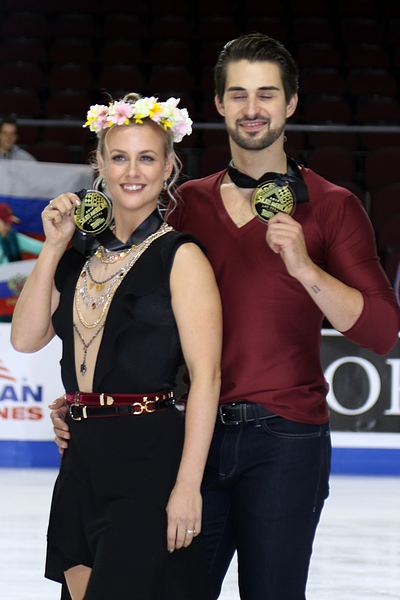
Les médaillés d'or Madison Hubbell et Zachary Donohue

| Rang | Nom                                          | Pays       | Points | Danse rythmique | Danse rythmique | Danse libre | Danse libre |
| ---- | -------------------------------------------- | ---------- | ------ | --------------- | --------------- | ----------- | ----------- |
| 1    | Madison Hubbell / Zachary Donohue            | États-Unis | 209.55 | 1               | 84.97           | 2           | 124.58      |
| 2    | Aleksandra Stepanova / Ivan Bukin            | Russie     | 206.57 | 2               | 81.91           | 1           | 124.66      |
| 3    | Laurence Fournier Beaudry / Nikolaj Sørensen | Canada     | 197.53 | 3               | 79.17           | 3           | 118.36      |
| 4    | Olivia Smart / Adrià Díaz                    | Espagne    | 191.01 | 4               | 76.62           | 4           | 114.39      |
| 5    | Tiffany Zahorski / Jonathan Guerreiro        | Russie     | 181.82 | 5               | 71.18           | 5           | 110.64      |
| 6    | Christina Carreira / Anthony Ponomarenko     | États-Unis | 180.55 | 6               | 70.41           | 6           | 110.14      |
| 7    | Caroline Green / Michael Parsons             | États-Unis | 173.03 | 8               | 67.97           | 7           | 105.06      |
| 8    | Marie-Jade Lauriault / Romain Le Gac         | France     | 167.14 | 7               | 68.23           | 9           | 98.91       |
| 9    | Sofia Shevchenko / Igor Eremenko             | Russie     | 166.51 | 9               | 66.79           | 8           | 99.72       |
| 10   | Chen Hong / Sun Zhuoming                     | Chine      | 159.94 | 10              | 61.74           | 10          | 98.20       |

## Source
- Résultats du Skate America 2019 sur le site de l'ISU